# Anyuan (Pingxiang)
Der Stadtbezirk Anyuan (chinesisch 安源区, Pinyin Ānyuán Qū) ist ein Stadtbezirk im Westen der chinesischen Provinz Jiangxi. Er gehört zum Verwaltungsgebiet der bezirksfreien Stadt Pingxiang. Der Stadtbezirk hat eine Fläche von 214,1 km² und zählt 534.560 Einwohner (Stand: Zensus 2010). Er ist Zentrum und Sitz der Stadtregierung von Pingxiang.

## Administrative Gliederung
Auf Gemeindeebene setzt sich der Stadtbezirk aus sechs Straßenvierteln und vier Großgemeinden zusammen. 